# Peshev Ridge
Peshev Ridge (bulgarisch Пешев рид Peschew rid) ist ein 2 km langer und über 500 m hoher Gebirgskamm auf der Livingston-Insel im Archipel der Südlichen Shetlandinseln. Er ragt am nordöstlichen Ufer der Brunow Bay, östlich des Macy-Gletschers, 4,95 km südwestlich des Great Needle Peak und 4,2 km südsüdöstlich des Lyaskovets Peak auf.
Die bulgarische Kommission für Antarktische Geographische Namen benannte den Gebirgskamm 2002 nach dem bulgarischen Politiker Dimitar Peschew (1894–1973).